# Madame et son cowboy
Pour les articles homonymes, voir Cowboy.
Pour plus de détails, voir Fiche technique et Distribution.
Madame et son cowboy (titre original: The Cowboy and the Lady) est un western américain réalisé par H. C. Potter et sorti en 1938.

## Synopsis
Mary Smith est envoyée en vacances à Palm Beach, où elle rencontre une star du rodéo.

## Fiche technique
- Titre original: The Cowboy and the Lady
- Réalisation : H. C. Potter, assisté de Stuart Heisler (non crédité)
- Scénario : S. N. Behrman, Sonya Levien
- Montage : Sherman Todd
- Musique : Lionel Newman ; Paroles : Arthur Quenzer
- Direction artistique : Richard Day
- Décors : Julia Heron (non-créditée)
- Costumes : Omar Kiam
- Société de production : Samuel Goldwyn Productions
- Dates de sorties :
  - États-Unis : 10 novembre 1938
  - France : 1er février 1939

## Distribution
- Gary Cooper (VF : Marc Valbel) : Stretch Willoughby
- Merle Oberon : Mary Smith
- Patsy Kelly : Katie Callahan
- Walter Brennan (VF : Jean Brochard) : Sugar
- Fuzzy Knight : Buzz
- Mabel Todd : Elly
- Henry Kolker (VF : Jean Gaudray) : Horace Smith
- Harry Davenport (VF : Jacques Derives) : Oncle Hannibal Smith
- Emma Dunn : Ma Hawkins
- Walter Walker : Ames
- Berton Churchill : Oliver Wendell Henderson
- Charles Richman (VF : Marcel Rainé) : Dillon
- Frederick Vogeding : Le capitaine du navire

Acteurs non crédités
- Ed Brady : Charpentier au ranch
- Steve Clemente : Le lanceur de couteaux
- Iron Eyes Cody : Un indien au rodéo
- Mabel Colcord : Vieille femme
- Charles Coleman : Le majordome au dîner de la fête
- Arthur Hoyt : Valet
- Si Jenks : Cowboy au rodéo

## Récompenses et distinctions
- Nommé pour l'Oscar de la meilleure chanson originale en 1939
- Remporte l'Oscar du meilleur mixage de son en 1939[1]